# Coliflor

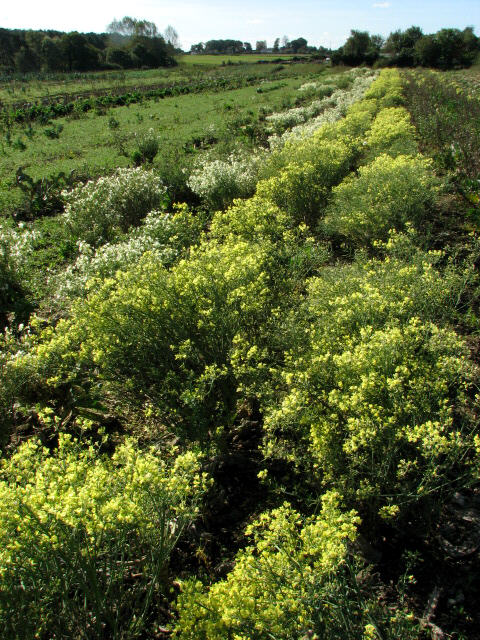
Coliflors florides.

La coliflor, bròcul blanc, bròquil blanc, colflori o floricol és una varietat cultivar del Grup Botrytis, derivat de l'espècie Brassica oleracea, membre del gènere Brassica dins la família de les brassicàcies (Brassicaceae). La part de la planta que s'utilitza com a aliment són les inflorescències immadures, que es cullen abans que es desenvolupin les flors.
Addicionalment pot rebre els noms de bròquil, pinya i pinya de col. També s'han recollit les variants lingüístiques col flori, col-a-fiori, col-a-flors, col-flor, col-i-flor i colflor.

## Descripció
És un tipus de col obtingut per selecció artificial per tal que els brots florals estiguin agrupats i tinguin color blanc. En altres aspectes (fulles, tija, necessitats climàtiques) és molt semblant a la col i encara més al bròquil però menys rústega (suporta només glaçades lleugeres). La varietat romanesco té una estructura piramidal.

## Conreu
La coliflor no suporta bé calor, en el cas de la varietat cultivar Snowball Y, per exemple, la inflorescència no es comença a formar si la temperatura és superior a uns 26 ℃. Per això és una planta típica de les estacions fredes.

## Usos
Normalment la coliflor es menja cuita bullida. També es pot menjar crua o adobada en vinagre. A la Catalunya Nord es prepara l"amanida blanca i verda" amb coliflor, mongetes verdes, formatge i una salsa vinagreta.
Tallada a trossos es poden preparar plats tradicionals com la coliflor gratinada amb beixamel al forn. Un altre plat clàssic on la coliflor és l'ingredient principal és la coliflor amb seques, plat senzill que es menja amb un raig d'oli d'oliva. Les restes d'aquest plat són ideals per reescalfar a la paella amb uns trossets de cansalada.
La coliflor combina molt bé amb altres verdures (mongeta tendra, pastanaga, patata) en guisats o saltats per a acompanyar carns i peixos. El guisat de coliflor amb altres llegums també es pot barrejar amb arròs blanc i salsa de soia per fer un arròs fregit a l'estil de la cuina xinesa.
A l'esfera urbana catalana, el mot coliflor s'utilitza per acomiadar becaris sense que se sentin ofesos. Un cop el becari sent la paraula coliflor haurà de marxar de l'empresa sense dir ni piu. El terme s'ha incorporar en algunes cançons de trap fet a Catalunya.